# Мілево (Серпецький повіт)
Мілево (пол. Milewo) — село в Польщі, у гміні Завідз Серпецького повіту Мазовецького воєводства.
Населення — 105 осіб (2011).
У 1975-1998 роках село належало до Плоцького воєводства.

## Демографія
Демографічна структура станом на 31 березня 2011 року:
|          | Загалом | Допрацездатний вік | Працездатний вік | Постпрацездатний вік |
| -------- | ------- | ------------------ | ---------------- | -------------------- |
| Чоловіки | 53      | 20                 | 24               | 9                    |
| Жінки    | 52      | 12                 | 31               | 9                    |
| Разом    | 105     | 32                 | 55               | 18                   |